# Uxenevilla
Uxenevilla es un despoblado que actualmente forma parte del concejo de Lasierra, que está situado en el municipio de Ribera Alta, en la provincia de Álava, País Vasco (España).

## Historia
Documentado desde el siglo XIII, en que se señala que estaba situado entre los concejos de Villaluenga y Nuvilla.